# إيدر ألفاريز بالانتا
إيدر فابيان ألفاريس بالانتا (بالإسبانية: Éder Fabián Álvarez Balanta) (ولد في 28 فبراير 1993 في بوغوتا) لاعب كرة قدم دولي كولومبي يلعب حاليا لصالح نادي ريفر بليت في مركز قلب الدفاع منذ 2011.

## روابط خارجية
- هذه المقالة غير مرتبط بويكي بيانات